# Trichaeta parva
Trichaeta parva är en fjärilsart som beskrevs av Aurivillius 1910. Trichaeta parva ingår i släktet Trichaeta och familjen björnspinnare. Inga underarter finns listade i Catalogue of Life.